# Lamure-sur-Azergues
Lamure-sur-Azergues és un municipi francès situat al departament del Roine i a la regió d'Alvèrnia-Roine-Alps. L'any 2007 tenia 1.055 habitants.

## Demografia

### Població
El 2007 la població de fet de Lamure-sur-Azergues era de 1.055 persones. Hi havia 428 famílies de les quals 148 eren unipersonals (72 homes vivint sols i 76 dones vivint soles), 120 parelles sense fills, 132 parelles amb fills i 28 famílies monoparentals amb fills.
La població ha evolucionat segons el següent gràfic:
Habitants censats

### Habitatges
El 2007 hi havia 535 habitatges, 432 eren l'habitatge principal de la família, 56 eren segones residències i 47 estaven desocupats. 397 eren cases i 135 eren apartaments. Dels 432 habitatges principals, 302 estaven ocupats pels seus propietaris, 114 estaven llogats i ocupats pels llogaters i 16 estaven cedits a títol gratuït; 3 tenien una cambra, 31 en tenien dues, 74 en tenien tres, 128 en tenien quatre i 196 en tenien cinc o més. 295 habitatges disposaven pel capbaix d'una plaça de pàrquing. A 198 habitatges hi havia un automòbil i a 170 n'hi havia dos o més.

### Piràmide de població
La piràmide de població per edats i sexe el 2009 era:
| Homes | Edats   | Dones |
| ----- | ------- | ----- |
| 0     | 95 o +  | 4     |
| 0     | 90 a 94 | 0     |
| 0     | 85 a 89 | 8     |
| 4     | 80 a 84 | 8     |
| 16    | 75 a 79 | 20    |
| 12    | 70 a 74 | 28    |
| 16    | 65 a 69 | 20    |
| 28    | 60 a 64 | 24    |
| 36    | 55 a 59 | 48    |
| 28    | 50 a 54 | 28    |
| 20    | 45 a 49 | 4     |
| 32    | 40 a 44 | 16    |
| 24    | 35 a 39 | 52    |
| 36    | 30 a 34 | 16    |
| 20    | 25 a 29 | 40    |
| 16    | 20 a 24 | 8     |
| 32    | 15 a 19 | 13    |
| 36    | 10 a 14 | 24    |
| 48    | 5 a 9   | 28    |
| 40    | 0 a 4   | 16    |

## Economia
El 2007 la població en edat de treballar era de 655 persones, 476 eren actives i 179 eren inactives. De les 476 persones actives 454 estaven ocupades (271 homes i 183 dones) i 22 estaven aturades (9 homes i 13 dones). De les 179 persones inactives 84 estaven jubilades, 50 estaven estudiant i 45 estaven classificades com a «altres inactius».

### Ingressos
El 2009 a Lamure-sur-Azergues hi havia 415 unitats fiscals que integraven 982,5 persones, la mediana anual d'ingressos fiscals per persona era de 17.316 €.

### Activitats econòmiques
Dels 83 establiments que hi havia el 2007, 2 eren d'empreses extractives, 1 d'una empresa alimentària, 1 d'una empresa de fabricació de material elèctric, 2 d'empreses de fabricació d'altres productes industrials, 9 d'empreses de construcció, 23 d'empreses de comerç i reparació d'automòbils, 6 d'empreses de transport, 6 d'empreses d'hostatgeria i restauració, 2 d'empreses d'informació i comunicació, 6 d'empreses financeres, 4 d'empreses immobiliàries, 7 d'empreses de serveis, 7 d'entitats de l'administració pública i 7 d'empreses classificades com a «altres activitats de serveis».
Dels 25 establiments de servei als particulars que hi havia el 2009, 1 era una oficina d'administració d'Hisenda pública, 1 gendarmeria, 1 oficina de correu, 3 oficines bancàries, 5 tallers de reparació d'automòbils i de material agrícola, 1 taller d'inspecció tècnica de vehicles, 1 paleta, 1 guixaire pintor, 3 fusteries, 1 lampisteria, 2 electricistes, 2 perruqueries, 1 restaurant, 1 agència immobiliària i 1 saló de bellesa.
Dels 7 establiments comercials que hi havia el 2009, 1 era una botiga de més de 120 m², 1 una botiga de menys de 120 m², 1 una fleca, 1 una carnisseria, 1 una llibreria, 1 una botiga de roba i 1 una floristeria.
L'any 2000 a Lamure-sur-Azergues hi havia 12 explotacions agrícoles que ocupaven un total de 342 hectàrees.

## Equipaments sanitaris i escolars
El 2009 hi havia 1 centre de salut i 1 farmàcia.
El 2009 hi havia una escola elemental. Lamure-sur-Azergues disposava d'un col·legi d'educació secundària amb 306 alumnes.

## Poblacions més properes
El següent diagrama mostra les poblacions més properes.